# Kultura Deverel-Rimbury
Kultura Deverel-Rimbury – kultura archeologiczna epoki brązu w Wielkiej Brytanii. Należy do kręgu kultur pól popielnicowych. Jednostka ta często jest błędnie nazywana w literaturze polskiej kulturą Deverell-Rimbury.

## Geneza
Pojawienie się kultury Deverel-Rimbury wiąże się z przybyciem na terytorium południowej Anglii ludności kręgu kultur pól popielnicowych. Ludność ta przybyła najprawdopodobniej z obszarów dolnej Nadrenii.

## Chronologia i obszar występowania
Kultura Deverel-Rimbury rozwijała się od okresu Hallstatt A do Hallstatt D2, kiedy jej stanowiska zaczęły zanikać, czyli istniała ona w latach 1200–500 p.n.e. Swoim zasięgiem obejmowała południową Anglię.

## Gospodarka
Podstawą gospodarki kultury Deverel-Rimbury była uprawa ziemi i hodowla zwierząt. Znano przy tym radło, którym ryto krzyżujące się pod kątem prostym bruzdy, czego dowodem są odnajdywane dzisiaj ślady orki. Charakterystyczną formą dla omawianej kultury były tak zwane pola celtyckie, czyli prostokątne fragmenty terenu, oddzielone od siebie pasmami kamieni zebranymi z pól podczas uprawy.

## Obrządek pogrzebowy
Charakterystyczną formą pochówku dla kultury Deverel-Rimbury są groby ciałopalne popielnicowe. Groby te, występujące w dużych grupach, liczących do stu pochówków, składały się na cmentarzyska zwane polami popielnicowymi.

## Inwentarz
Inwentarz ceramiczny kultury Deverel-Rimbury nie był zróżnicowany co do formy. Występują tutaj naczynia beczułkowate i jajowate, zdobione listwami karbowanymi lub nacinanymi, znajdującymi się poniżej brzegu. Czasami przy krawędziach naczyń zrobione są dziurki. Ponadto znane są także naczynia wazowate z uszkami, zdobione za pomocą poziomych żłobków, nakłuć i ornamentu rytego. Naczynia te nawiązują formą i dekoracją, do swoich odpowiedników z innych kultur kręgu pól popielnicowych.
Ludność kultury Deverel-Rimbury rozwinęła swój własny ośrodek produkcji metalurgicznej, charakteryzujący się odmiennym stylem wyrobów, od tych znanych z innych części Wysp Brytyjskich. Ponadto mamy także do czynienia z wytworami pochodzącymi z północnej i środkowej Europy.